# Ruvo di Puglia
Ruvo di Puglia község (comune) Olaszország Puglia régiójában, Bari megyében.

## Fekvése
Baritól keletre, az Alta Murgia Nemzeti Park területén fekszik.

## Története
A régészeti leletek tanúsága szerint Ruvo területe már az ősidők óta lakott. A középső paleolitikumból származó kőszerszámokat a római L. Pigorini Néprajzi Múzeumban őrzik. Az újkőkorszakból különféle kerámiadarabokat találtak, és ebből az időszakból származnak az első településnyomok is, amelyek a Cortogiglio városrészben kerültek felszínre. Hasonlóképpen a Puglia többi részén feltárt neolitikumi településekhez, itt is valószínűleg mezőgazdaságból tartották fenn magukat. Az i. e. 2 évezredben az ausonok egyik törzse foglalta el a vidéket és egy faluhálózatot alakított ki. Az ősi Ruvo topográfiai rekonstrukciója bizonytalan, de mindenképpen a molfettai pulo (töbör) neolitikumi települését és a mai Materát összekötő út mentén feküdt a mai község területén.
További leleteket találtak az úgynevezett u Vagne szurdokvölgy barlangjaiban is, mindössze 15 kilométerre Ruvo központjától. Az itt talált eszközök arra utalnak, hogy az itt élők elsősorban vadászatból és gyűjtögetésből tartották fenn magukat.
A japigok érkezésével az i. e. 12-10 században az auson törzsek kiszorultak Apulia területéről és Calabriába települtek át. Ennek az időszaknak a tanúi a városban feltárt korabeli nekropoliszok. A talált régészeti leletek alapján azt valószínűsítik, hogy az i. e. 11-10 században alakult ki a mai város magja.
Az i. e. 8 századra a japigus civilizáció három jól elkülöníthető részre szakadt: a messzápok a Salento vidékén éltek, a peucetiusok a Terra di Bari területén illetve a daunusok a mai Puglia északi részén. Ugyancsak ebben az időszakban alakultak ki Magna Graecia első városállamai, amelyek kulturális hatásukat kiterjesztették az őshonos törzsekre is. A korabeli Ruvo határai egészen Silviumig terjedtek ki (ma Gravina), az Ofanto folyótól Egnathia városáig. A legközelebbi kikötő Respa (mai Molfetta) volt. Stratégiai fekvésének köszönhetően a peucetius (Bari) és daunus (Canosa) civilizációk közötti kapcsolatot jelentette. Az ősi Rhyps (a város régi neve) több kisebb település agglomerációja volt, ezek nyomait a környék dombjain (Sant’Angelo, Colaianni, Baciamano, Spaccone) találták meg. Kerámia és aranyműves manufaktúráinak, valamint a görög városokkal ápolt kereskedelmi kapcsolatainak köszönhetően gazdasága virágzott. Ennek bizonyítékai a sírokban talált vas- és bronzleletek, valamint az i. e. 3 századtól kezdődően ezüst érmék. A legtöbb kerámia az i. e. 5–4 századból származik és erős athéni hatás érezhető rajtuk. Ezek a Jatta Nemzeti Régészeti Múzeumban láthatók. Ugyancsak ebből az időszakból származik az egyik sírban talált, táncosokat ábrázoló kőlap, amit a Nápolyi Nemzeti Régészeti Múzeumban őriznek.
Taranto bukása i. e. 272-ben a görög fennhatóság végét jelentette és ezzel együtt Magna Graecia megszűnését. Helyüket a rómaiak vették át. Stratégiai fekvése miatt Ruvo korán a rómaiak kezére került, s Rubi néven a Via Traiana egyik fontos állomása lett, Horatius is megemlékezett róla utazásai során: Inde Rubos fessi pervenimus, utpote longum carpentes iter, et factum corruptius imbri, azaz Onnét megérkeztünk, a végkimerülés állapotában, Rubi városába, mint akik hosszú utat jártak meg, amit ráadásul az eső sártengerré változtatott. A város szerepel a Tabula Peutingerianán is. Központja a mai Largo Annunziata területén lehetett. Az i. e. 1. században municipiumi rangot szerzett. Más apuliai római városokkal ellentétben, Rubiról nagyon kevés információ maradt fenn, ezek legtöbbje sírokban talált epigrammák, valamint különféle feliratok. A város központja lassacskán a mai városközponttal megegyező területre helyeződött át. A katedrális restaurálásakor annak alapjaiban egy római domus falait találták meg. A Purgatórium-templom alatt egy római ciszterna maradványai kerültek elé, amit a köznép Szent Anaklét barlangjának nevez.
A Nyugatrómai Birodalom bukását követően a Bizánci Birodalom fennhatósága alá került. A nagy népvándorlások korában, Puglia többi településéhez hasonlóan, Ruvót is feldúlták. Először a gótok foglalták el, majd a longobárdok és a szaracénok, akik 857-ben helyőrséget telepítettek a város északkeleti részébe (ma Fondo Marasco a neve, azaz mór-telep). A szaracénokat 858-ban a spoletói herceg csapatai űzték ki a városból. Erről az eseményről több krónika is beszámolt, s ami lényeges, hogy az írásokban már megerősített, falakkal védett városról tettek említést. A 11. század végéig hol a bizánciak, hol a longobárdok fennhatósága alatt volt. A helyi krónikák és fennmaradt okiratok tanúsága szerint Ruvo a 11. század elején már püspöki székhely volt. Valószínűleg a gazdag hátország tette szükségessé, hogy az egyház itt is megerősítse hatalmát.
1040-ben Roger gróf vezetésével a normannok foglalták el, a helyi történelmi források szerint a pugliai bárók csak Ruvo elvesztése után voltak hajlandók elfogadni a normann fennhatóságot. Ebben az időszakban megerősítették a városfalakat, részlegesen felépült a vár és megépült az eredetileg őrtoronyként használt harangtornya a katedrálisnak.
1129-ben Ruvo a conversanói grófok birtoka lett. Ők 1198-ig tartották meg, Szicíliai Konstancia haláláig. A 12. század második felében elkezdődött a katedrális építése. Ekkor a város Bassaville Róbert, conversanói és loretellói gróf birtoka volt.
A normannokat a Stauf királyok követték a szicíliai trónon. Ruvo ekkor önálló birtokká vált. II. Frigyes uralkodásának idején a város aranykorát élte, Puglia egyik gazdasági és kulturális központjává vált. A 13. század elején befejeződött a katedrális építése is.
Anjou Károly trónrakerülésével, 1269-ben megszűnt Ruvo önállósága és a Terra di Bari közigazgatási egységhez sorolták be, s a város hűbérura Rodolfo de Colant lett. A De Colant család idején a város gazdasága erősen hanyatlani kezdett. Mivel a család folyamatos viszályban állt a királlyal a birtokot 1291-ben Roberto de Juriaco szerezte meg. Fia, Galeriano, lemondott róla a király javára, így Ruvoból huszonhét évig király birtok lett.
András herceg meggyilkolásával Gazzone de Denysiacót, Terlizzi grófját és Ruvo hűbérurát vádolták meg. Miután I. Lajos magyar király seregeivel partra szállt Pugliában megbosszúlni bátyja halálát Ruvo felé indult, de a gyilkos gróf elmenekült. A birtok felesége kezeibe került, aki a magyar királyt támogatta. 1348-ban, amikor I. Johanna visszakerült a nápolyi trónra és I. Lajos seregei elhagyták a királyságot, Ruvót és a többi magyarokat támogató pugliai várost a királynő csapatai visszahódították. Ruvót Roberto Sanseverino szerezte vissza. Mivel könnyen át tudta csapataival törni a város védműveit úgy döntöttek, hogy megerősítik azokat. Ekkor épült ki véglegesen a vár és az 1881-ben összeomlott Torre di Pilato.
1382-ig több nemesi család is birtokolta. Ekkor III. Károly tanácsosának Villanucio de Vrunfortnak ajándékozta. A család 1430-ig tartotta meg, amikor a Del Balzo-Orsinik szerezték meg. 1499-ben a spanyol Galzarano de Requenses birtoka lett.
A 16. század elején a franciák és spanyolok között lezajlott barlettai lovagi ütközet (1503. február 13.) során Ruvóból tizenhárom francia lovag indult útra az eseményre. A nyertes spanyolok végül Consalvo di Cordova csapatainak segítségével űzték ki a franciákat a városból, így az visszakerült a Requenses család birtokába. A spanyol ostrom során a városfalak súlyosan megsérültek és csak felületesen, az alapok megépítése nélkül állították őket helyre.
A város újkori történelme 1509-ben kezdődik, amikor a Requenses család Oliviero Carafa érseknek adta el. Az érsek családja 1806-ig birtokolta, amikor a Nápolyi Királyságban felszámolták a feudalizmust. Ezen időszak alatt a város gazdaságát, elsősorban a mezőgazdaságot jelentősen visszavetette a rossz gazdálkodás és a súlyos adóterhek. A lakosság nem művelhetett saját földeket, hanem úgynevezett testvériségekbe kellett tömörülniük az egyház felügyelete mellett. A Nápolyi Királyságban az aragóniaiak uralkodása alatt megszilárdult az állami apparátus, ami kedvező hatással volt a népesség számának növekedésére, hiszen megszűntek az egyes vidékek iránti háborús viszályok.
A 16-17. században a városi nemesség hatalma megszilárdult, jelentős építkezésekbe kezdtek (paloták, templomok, kolostorok). A népesség száma az 1627-es földrengés és az 1656-os pestisjárvány következtében 5800-ról 700 főre apadt. Az 1700-as években jelentős társadalmi és kulturális megújuláson ment keresztül. A város kiemelkedő személyiségei Domenico Cotugno (1736-1822) orvos valamint Giovanni Jaffa (1767-1844) ügyvéd voltak. Az utóbbi alapította meg a város első múzeumát. 
1806-ban, amikor a Nápolyi Királyságban felszámolták a feudalizmust a Carafa birtokokat felosztották a városlakók között, a mezőgazdaság fellendülésének reményében. 1861-ben az egyesült Olasz Királyság része lett.

## Népessége
A lakosság számának alakulása:

## Fő látnivalói
- a román stílusban épült társkatedrális illetve az alatta levő ókeresztény kripták
- a 19. századi Palazzo Jatta, ami napjainkban a Nemzeti Régészeti Múzeumnak ad otthont
- a 17-18. században épült, késő barokk domonkos-rendi kolostor
- a 16-17. században épült barokk minorita-templom (Sant’Angelo)
- a 15- században épült kapucinus kolostor
- a 16. században épült úgynevezett Purgatórium-templom, amely alatt egy római ciszterna romjai találhatók, a néphiedelem szerint Szent Anklét-barlangja
- a 17. századi barokk San Rocco, amelyben egy értékes papírmasé szoborcsoportot őriznek (Krisztus levétele a keresztről), Raffaele Caretta művét